# Unité urbaine du Puy-en-Velay
L'unité urbaine du Puy-en-Velay est une unité urbaine française centrée sur la ville du Puy-en-Velay, préfecture et principale ville du département de la Haute-Loire, située dans la région Auvergne-Rhône-Alpes.

## Données globales
En 2010, selon l'INSEE, l'unité urbaine du Puy-en-Velay était composée de neuf communes.
Dans le nouveau zonage de 2020, le périmètre de l'unité urbaine est inchangé avec neuf communes, toutes situées dans l'arrondissement du Puy-en-Velay.
En 2022, avec 38 435 habitants, elle représente la 1re unité urbaine du département de la Haute-Loire et occupe le 26e rang dans la région Auvergne-Rhône-Alpes.
En 2021, sa densité de population s'élève à 525 hab/km2. Par sa superficie, elle représente 1,46 % du territoire départemental mais, par sa population, elle regroupe 16,74 % de la population du département de la Haute-Loire.

## Délimitation de l'unité urbaine de 2020
L'unité urbaine 2020 du Puy-en-Velay est composée des neuf communes suivantes (classement par ordre alphabétique) :
| Nom                            | Code Insee | Département | Statut       | Superficie (km2) | Population (dernière pop. légale) | Densité (hab./km2) | Modifier                                    |
| ------------------------------ | ---------- | ----------- | ------------ | ---------------- | --------------------------------- | ------------------ | ------------------------------------------- |
| Le Puy-en-Velay (ville-centre) | 43157      | Haute-Loire | ville-centre | 16,79            | 18 989 (2022)                     | 1 131              | modifier les données · modifier les données |
| Aiguilhe                       | 43002      | Haute-Loire | banlieue     | 1,10             | 1 483 (2022)                      | 1 348              | modifier les données · modifier les données |
| Brives-Charensac               | 43041      | Haute-Loire | banlieue     | 4,87             | 4 242 (2022)                      | 871                | modifier les données · modifier les données |
| Ceyssac                        | 43045      | Haute-Loire | banlieue     | 10,86            | 439 (2022)                        | 40                 | modifier les données · modifier les données |
| Chadrac                        | 43046      | Haute-Loire | banlieue     | 2,48             | 2 502 (2022)                      | 1 009              | modifier les données · modifier les données |
| Coubon                         | 43078      | Haute-Loire | banlieue     | 22,73            | 3 137 (2022)                      | 138                | modifier les données · modifier les données |
| Espaly-Saint-Marcel            | 43089      | Haute-Loire | banlieue     | 6,29             | 3 574 (2022)                      | 568                | modifier les données · modifier les données |
| Le Monteil                     | 43140      | Haute-Loire | banlieue     | 2,22             | 677 (2022)                        | 305                | modifier les données · modifier les données |
| Vals-près-le-Puy               | 43251      | Haute-Loire | banlieue     | 5,12             | 3 392 (2022)                      | 663                | modifier les données · modifier les données |

## Évolution démographique
L'évolution démographique ci-dessus concerne l'unité urbaine selon le périmètre défini en 2020.
| 1968   | 1975   | 1982   | 1990   | 1999   | 2010   | 2015   | 2021   |
| ------ | ------ | ------ | ------ | ------ | ------ | ------ | ------ |
| 39 121 | 42 605 | 42 426 | 41 115 | 40 006 | 38 139 | 38 205 | 38 047 |

#### Données générales
- Unité urbaine
- Aire d'attraction d'une ville
- Liste des unités urbaines de France

#### Données en rapport avec l'unité urbaine du Puy-en-Velay
- Aire d'attraction du Puy-en-Velay
- Arrondissement du Puy-en-Velay
- Communauté d'agglomération du Puy-en-Velay
- Le Puy-en-Velay

#### Données démographiques en rapport avec la Haute-Loire
- Démographie de la Haute-Loire
- Unités urbaines de la Haute-Loire